# Karl Jacob Schwieder
Karl Jacob Schwieder (* 6. März 1835; † 15. November 1889 in Ernsthausen (Landkreis Waldeck-Frankenberg)) war ein deutscher Kommunalpolitiker und Abgeordneter des Provinziallandtages der preußischen Provinz Hessen-Nassau.

## Leben
Karl Jacob Schwieder war der Sohn des Landwirts Johann George Schwieder und dessen Ehefrau Dorothea Luise Trost. Er übernahm den elterlichen Gutshof zur Bewirtschaftung und war zunächst stellvertretender Bürgermeister in Ernsthausen, bevor er hier am 15. Januar 1873 zum Bürgermeister gewählt wurde. In dieser Funktion erhielt er 1883 ein Mandat für den Kurhessischen Kommunallandtag des Regierungsbezirks Kassel, aus dessen Mitte er zum Abgeordneten des Provinziallandtages der Provinz Hessen-Nassau gewählt wurde. Schwieder blieb bis zu seinem Tode in den Parlamenten. 